# Anna Hall (fotbollsspelare)
Anna Hall, född 21 april 1979, är en svensk fotbollsspelare. Hon spelade fem säsonger med Djurgården Damfotboll. Hon kom in sent i laget under februari 2004 från Tyresö FF som då spelade i division två. Hon kom till ett lag som vunnit SM-guld året innan och som satsade på ett nytt. Först lyckades hon spela till sig en ordinarie plats i laget, sen kunde hon bidra till ett nytt SM-guld samt seger i Svenska Cupen. 
Anna Hall hann i Djurgårdens tröja under sina fem säsonger att spela 132 tävlingsmatcher, varav 94 i Damallsvenskan och 15 i UEFA Womens Cup. Hon hann även med att göra 21 mål.
Anna Hall spelar nu i Stensätra från Sandviken.